# Io canto e tu
Io canto e tu è un album del cantautore italiano Gianni Bella, pubblicato dall'etichetta discografica Derby e distribuito dalla CGD nel 1977.
L'album è prodotto da Giancarlo Bigazzi e Ivo Callegari. I brani sono composti dall'interprete, in collaborazione con Bigazzi e Antonio Bella, fratello dell'artista. Gli arrangiamenti sono curati da Gianfranco Monaldi, che dirige l'orchestra.
Dal disco è tratto il singolo Io canto e tu/Me ne andrò.

## Tracce

### Lato A
1. Sirene
2. Pane caldo
3. L'equilibrista

### Lato B
1. Io canto e tu
2. Me ne andrò
3. Sei
4. Io canto e tu (solo strumentale)

## Formazione
- Gianni Bella – voce
- Julius Farmer – basso
- Sergio Farina – chitarra elettrica
- Claudio Pascoli – tastiera
- Massimo Luca – chitarra acustica
- Oscar Rocchi – pianoforte
- Mario Lavezzi – chitarra elettrica
- Gianni Dall'Aglio – batteria
- Vince Tempera – pianoforte
- Ernesto Massimo Verardi – chitarra elettrica
- Pasquale Liguori – percussioni
- Gigi Cappellotto – basso
- Andy Surdi – batteria
- Ebe Mautino – arpa